# الغرق قبلي
قرية الغرق قبلى هي إحدى القرى التابعة لمركز أطسا في محافظة الفيوم في جمهورية مصر العربية. حسب إحصاءات سنة 2006، بلغ إجمالي السكان في الغرق قبلى 18354 نسمة، منهم 9529 رجل و8825 امرأة.